# عيسى القاضي
عيسى علي القاضي (1 يناير 1951

) سياسي بحريني.

## السيرة
ولد القاضي في مدينة المحرق في 1 يناير 1951. حصل على شهادة الثانوية العامة.
عمل مدير إدارة شئون خدمات الأعضاء بغرفة تجارة وصناعة البحرين ومؤسس أول مكتب لتوظيف العاطلين عن العمل.
في انتخابات المجلس البلدي لعام 2006 فاز بمقعد الدائرة الرابعة في المحافظة الوسطى بعدما جمع 3962 صوت ما نسبته 63.93%. وفي انتخابات مجلس النواب عام 2010 فاز بمقعد الدائرة بعدما جمع 3905 صوت ما نسبته 55.99% بفارق 836 صوت عن المعارضة اليسارية منيرة فخرو من جمعية العمل الوطني الديمقراطي. وفي انتخابات عام 2014 خسر مقعد الدائرة الثانية في المحافظة الجنوبية من جولة الإعادة بعدما جمع 1608 صوت ما نسبته 33.70% بفارق 1555 صوت عن الفائز محمد الأحمد من جمعية المنبر الوطني الإسلامي.